# Grace and Frankie
Grace and Frankie é uma série de drama cômico estrelada pelas veteranas Jane Fonda e Lily Tomlin. Sua primeira temporada iniciou em maio de 2015 pelo serviço de streaming Netflix.
No dia 27 de maio de 2015 atriz e protagonista Jane Fonda anunciou a segunda temporada, que estreou dia 6 de maio de 2016.
A terceira temporada estreou dia 24 de Março de 2017. A quarta temporada estreou no dia 19 de janeiro de 2018.
Lily Tomlin foi indicada tanto ao Emmy quanto ao Golden Globe Awards pela sua atuação na série.
No dia 14 de fevereiro de 2018, Jane Fonda e Lily Tomlin confirmaram através do Twitter a quinta temporada para 2019 com a participação de RuPaul, apresentador do reality show RuPaul's Drag Race. A quinta temporada estreou em 18 de janeiro de 2019.
Em 15 de janeiro de 2019, a série foi renovada para uma sexta temporada que estreou em 2020. A sétima e última temporada chegará na Netflix em 2021.
Em 12 de março de 2020, a produção foi interrompida na temporada final, devido à pandemia de COVID-19. Jane Fonda indicou em uma entrevista que a produção planejava retomar as filmagens em janeiro de 2021. A produção foi adiada novamente e retomada em junho de 2021. A sétima e última temporada estreou em 13 de agosto de 2021, com os 12 episódios restantes a estrearem em 2022.

## Enredo
Grace e Frankie são duas mulheres casadas, até seus maridos pedirem o divórcio para se casarem um com o outro, assumindo assim a homossexualidade. Grace e Frankie são forçadas a viverem juntas, formando assim uma excêntrica amizade.
A série quebra tabus e retrata os conflitos da terceira idade.

## Elenco
| Ator               | Personagem      |
| ------------------ | --------------- |
| Jane Fonda         | Grace           |
| Lily Tomlin        | Frankie         |
| Martin Sheen       | Robert          |
| Sam Waterston      | Sol             |
| June Diane Raphael | Briana          |
| Brooklyn Decker    | Mallory         |
| Craig T. Nelson    | Guy             |
| Timothy V. Murphy  | Byron           |
| Ethan Embry        | Coyote          |
| Christine Lahti    | Lydia Foster    |
| Baron Vaughn       | Nwabudike (Bud) |

## Crítica
A série recebeu ótimas críticas positivas. Por causa dos protagonistas da história vivenciarem pessoas de terceira idade, mudando esta 'regra' das séries televisivas, principalmente entre o fato de pessoas de 70 anos se assumirem, dando mais liberdade às pessoas mais velhas diz a crítica especializada. Além da comunidade AdoroCinema dividirem ótimas críticas da série de TV.